# Elektrotachyskop

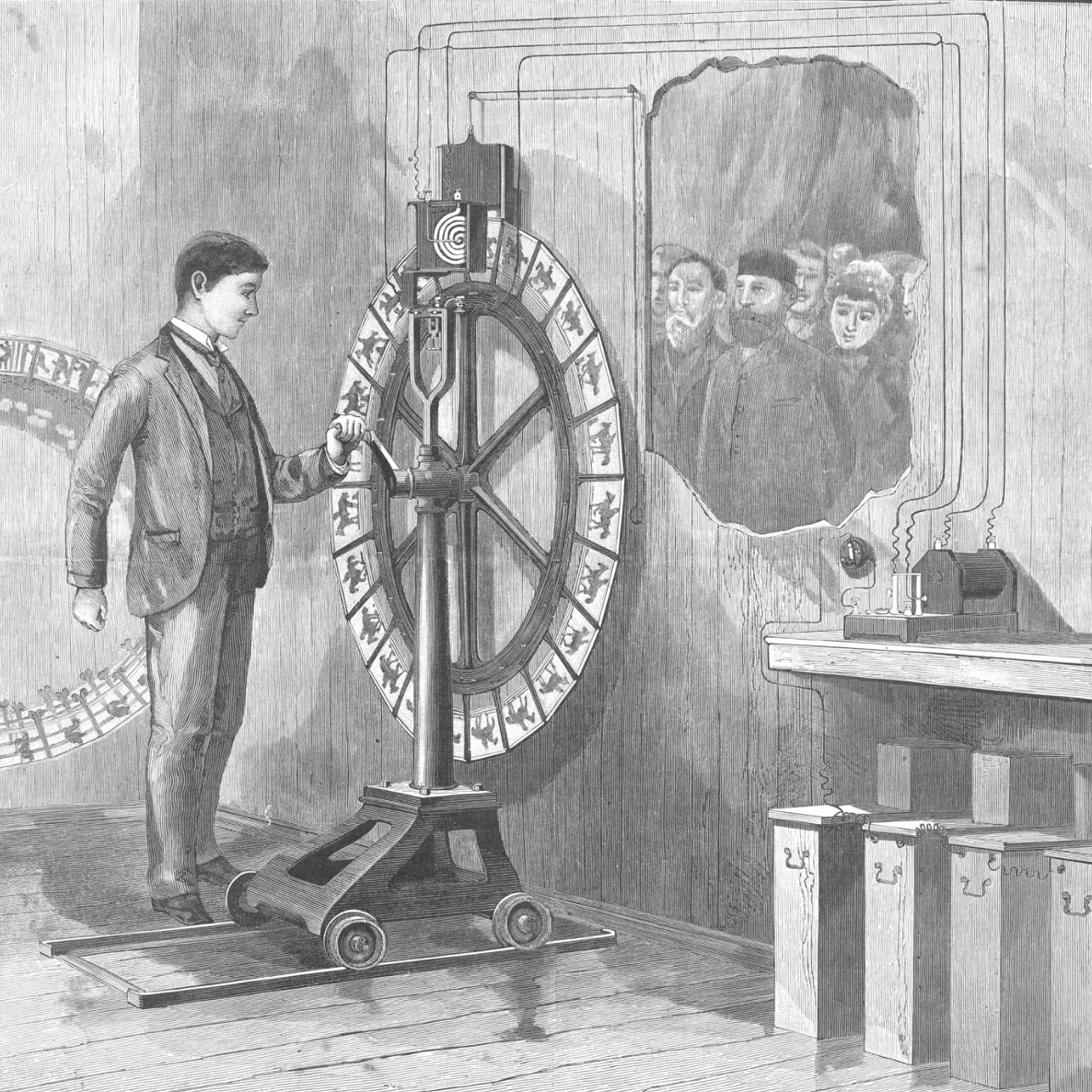
Elektrotachyskop na ilustracji w piśmie „American Scientific” (1889)

Elektrotachyskop (tłum. elektryczny szybkowidz) – wynalazek niemieckiego fotografa Ottomara Anschütza, pochodzący z 1887 roku.
Urządzenie oparte było na podobnym pomyśle co zoetrop. Składało się z obrotowej tarczy, na której umieszczone były obrazy, przedstawiające kolejne fazy ruchu. Oświetlane były one za pomocą rurki Geisslera. Obrazy, sprawiające wrażenie ruchomych, pojawiały się w okienku, umieszczonym na wysokości oczu widza. Elektrotachyskop posiadał pewne ograniczenia – jednocześnie mogło z niego korzystać niewielu widzów, a ponadto nie mógł on wykorzystywać więcej niż 100 diapozytywów, co ograniczało długość ruchomych obrazów, które można było dzięki niemu uzyskać.
Sposób w jaki obrazy z urządzenia prezentowane były widzowi czyni z elektrotachyskopu zapowiedź telewizji. Urządzenie wyprodukowało w Berlinie przedsiębiorstwo Siemens & Halske. Urządzenie prezentowane było na World’s Columbian Exposition w Chicago w 1893 roku. W 1894 roku Anschütz opatentował kolejną wersję urządzenia, tym razem składającą się z dwóch obrotowych dysków z obrazami.